# RI内用療法
RI内用療法（アールアイ・ないようりょうほう）とは、放射線治療の一種である。放射性同位元素(Radio Isotope; RI)を組み込んだ薬剤を、経口的あるいは経静脈的に投与して悪性腫瘍や一部の良性疾患に対する効果を発現させる。

## 放射線治療の中での位置付け
放射線治療は大きく分けて外照射と小線源治療に分けられる。さらに、小線源治療は、密封小線源治療と非密封小線源治療とに分けられる。
この中で、RI内用療法は非密封小線源治療に分類される。非密封小線源治療は、放射線治療の一種ではあるが、核医学の一分野として扱われることが多い。
多くの放射線治療（全身照射などを除く、ほとんどの外照射や密封小線源治療）では効果が局所療法のみであるのに対して、非密封小線源治療であるRI内用療法は全身に渡って効果を発揮するであるという点が特徴的である。

## 仕組みと特徴
RI内用療法はガンマ線やベータ線、アルファ線などを出す放射性同位元素（RI）を、元素そのものの性質として標的選択的な分布をするか、薬剤で修飾することでこのように分布するようにしたRIにより、標的に大線量を投与しつつ、正常組織の被曝を最小限度とする治療である。
薬剤は経口的あるいは経静脈的に全身投与されるが、ベータ線やアルファ線の飛程が短いことから、標的に選択的に薬剤を集積させることによって、標的近傍でのみ効果を発揮させることが実現できる。
この性質によって、内用療法は、治療上、卓越した効果を発揮する。すなわち全身投与後、至る所の標的に分布することから、局所療法では制御困難な多発病変や画像上指摘できないような微小転移に対しても効果を発揮することから、一部の限られた疾患ではあるが、多発性の遠隔転移があっても、根治を視野に入れて治療ができる。
また、この性質のもう一方の側面として、RI内用療法は、副作用が概して少ないか、あっても軽度に抑えられる（と理解されていることが多いが、例えば後述する89Srによる骨髄抑制による死亡例なども存在するため一概には言えない）。

## 近年の動きと今後の展望
患者の体外に放射線が出る「退出」の基準を旧厚生省が明らかにしたことで、かつて1種類だった薬剤が増加の一途をたどっている。また、甲状腺癌（乳頭癌・濾胞癌）全摘後にアブレーション（ablation）として131Iを30mCi投与する場合など、管理区域への入院を必要とせず簡便に利用できる風土の醸成なども、RI療法の追い風となっている。今後も次々と新薬が開発されるとの予測もある。放射性ラジウム223の項も参照。

## 日本国内で保険承認されているRI内用療法

### 放射性ヨウ素131
経口薬。甲状腺機能亢進症と甲状腺がんの一部（乳頭癌、濾胞癌）に適応がある。ベータ線とガンマ線を出す。治療効果自体はベータ線によるものだが、体外まで放射されるガンマ線を同時に出す性質を利用して、薬剤投与後に131Iの分布を撮像して確認することができ、また131Iの生物学的半減期も測定することができる。

#### 甲状腺機能亢進症
外来で治療可能である。甲状腺はヨードを取り込む性質があるため、ヒトに放射性ヨードを投与すると甲状腺組織の一部ないし全部に細胞死が生じる。ヨード治療後に、正常な甲状腺機能が保たれていること（機能亢進でも機能低下でもない状態）が理想的であるが、それを実現するための、各人に最適なヨードの投与量を算出する方法は知られていない。このため、通常は、治療後に、甲状腺の機能が正常よりも低下しているようになるよう量を決める。これは、甲状腺機能亢進症の薬物治療に用いられるチアマゾール（メルカゾール）やプロピルチオウラシル（チウラジール）が時に重篤な副作用（無顆粒球症など）を起こすのに対し、甲状腺機能低下症で用いられるレボチロキシンナトリウム（チラーヂンS）は大きな副作用がなく、管理しやすいからである。

#### 甲状腺癌
比較的高分化な甲状腺癌のうち乳頭癌や濾胞癌では、正常甲状腺ほどではないが、通常ヨード取り込み能が認められる。これを利用して、放射性ヨードを残存病変部に集積させ、局所・遠隔を問わず抗腫瘍効果を発揮させる。（正常甲状腺が残存していると、放射性ヨードのほとんどがこれに吸収するため、ヨード療法前には甲状腺全摘が必要である。）ほかに、電気的勾配に逆らってヨードを取り込む組織としては乳腺、絨毛膜、唾液腺、胃などがあり、特に唾液腺と胃が放射線性に炎症を起こして症状を呈することがあり、臨床上問題となる。唾液腺に取り込まれると放射線性唾液腺炎を起こし、疼痛などを伴うことがある。唾液腺内の放射性ヨードの排出を早めるために、飴などをなめるといった工夫が有用であるが、症状が強い場合、ステロイド薬の投与が必要な場合もある。また、胃に取り込まれると、胃壁が被曝し、嘔気・嘔吐などを惹起することがある。胃酸による症状ではないため、プロトンポンプ阻害薬（proton pump inhibitor: PPI）やH2ブロッカーなどよりも、胃粘膜の防護剤が使われる傾向があり、嘔気が強い場合には制吐剤も使用される。経口補液が困難となった症例では点滴管理が必要とされることもある。
甲状腺がんの場合は、投与するヨードの放射能が強いため、法令に基づいた管理区域内に設置されている全国に160床程度しかない専門の病室に入院することが必要で、退室するためには放射能を測定し、法令の定めた退出基準を満たす必要がある。入院期間は一週間弱であるが、その間退室できないため、持病により入院中に発作が起こり手術が必要になる可能性があるなど、健康状態に一定の危険性のある患者は相対的に適応外である。
初回投与で完全寛解に至らなくても、甲状腺癌に対するヨード治療は繰り返し行うことができるが、粗大病変やPET陽性病変は、治療抵抗性である。また、多発肺転移の症例では、治療を繰り返すことで肺実質の被曝が高度となり、放射線肺炎や続発する肺線維症をきたすこともあり得る。
また、甲状腺全摘術後にも、微視的な甲状腺組織の残存が90%に認められるとされ、30mCiの131Iによる甲状腺床のアブレーションが、局所制御率や無病生存率を向上させることを目的として推奨されている。ただし、2017年時点では、生命予後の向上に貢献するかは、議論が残る。アブレーション目的の放射性ヨードの放射能は比較的低くてすむため、管理区域への入院を要せず、外来での治療が可能である。

### 放射性ストロンチウム89
商品名はメタストロン。注射薬で、がんの骨転移による疼痛に適応がある。ただし、疼痛部位の骨シンチグラフィー所見が陽性でなければ、適応とならない。骨シンチグラフィーで集積がなければ、89Srの集積も期待できないからである。投与直後にフレア現象と呼ばれる現象が生じることが知られており、一時的に転移性骨腫瘍による疼痛が増悪する。ベータ線放出核種である。副作用が少なく、外来でも治療可能だが、骨髄抑制を起こし白血球や血小板が減少することがある。なお、転移性骨腫瘍による疼痛を緩和させる効果はあるが、基本的に腫瘍自体を制御できるものではない。このことから全身多発性に疼痛を伴う転移が存在し、外部照射が著しく困難な場合にのみ検討される。
2019年2月、製造原料である88Srの入手が困難になった為、製造販売が終了した。

### 放射性イットリウム90
商品名はゼヴァリン。抗CDマウス型抗体に90Yを抱合させた放射性免疫療法薬である。注射薬で、再発あるいは難治性の一部の悪性リンパ腫に適応がある。ベータ線放出核種である。分子標的薬剤であるリツキシマブ耐性のリンパ腫にも有効とされる。
投与前に111In製剤で異常な生体内分布がないかを確認する必要がある。副作用は少ないが、骨髄抑制を起こし、まれに白血球や血小板が減少することがある。

### 放射性ラジウム223
商品名はゾーフィゴ静注。2016年5月25日に薬価収載された塩化ラジウム（223Ra)注射液は、223Ra製剤で骨転移のある去勢抵抗性前立腺癌に適応があり、1回55kBq/kgを4週単位で最大6回まで静脈内投与できる。アルファ線放出核種である。放射性ストロンチウム89も骨転移への適応があるが、これは全生存期間(overall survival: OS)の延長など抗腫瘍効果はないとされている。一方、放射性ラジウム223は、症候性の骨転移を有する去勢抵抗性前立腺癌患者を対象とした国際共同第Ⅲ相試験で全生存期間の有意な延長効果が認められた。この試験は、LSYMPCA試験と呼ばれ、「標準治療と放射性ラジウム223の併用群（n = 614）」と「標準療法のみ群（n = 307）」とが比較され、全生存期間の中央値は前者で14.9ヶ月、後者で9.8ヶ月という有意な延長が認められた[HR 0.70(95% CI 0.58-0.83)、p < 0.001]。抗腫瘍効果という点での223Raと89Srの差は、前者が細胞障害性の高いアルファ線を出すためであると考えられている。さらに、アルファ線はベータ線と比較して組織内飛程が短く、100μm以下とされている（治療領域のベータ線は数mm程度）。このため、正常組織への影響はより少ないとも考えられている。
ただし、1,000人規模のstudyであるため、有意差は出るべくして出たとの見方もある。抗がん剤でも、大規模studyでは、少しの生存期間の差でも統計学的に有意となる傾向が強く、「全生存期間が有意差を持って2ヶ月延長した」といった報告が珍しいものではない。抗がん剤については、試験にエントリーした症例の多くが中等度以上の有害事象を経験している場合などで、特に、全生存期間の延長と生活の質（quality of life: QOL）や経済的負担を天秤にかけた場合の治療の是非が論争の的になりつつある。内用療法では、高度な有害事象は確率的に少ないものの、新薬で特に経済的負担が問題となっている。
2016年10月21日時点で、放射性ラジウム223は、去勢抵抗性前立腺癌以外の転移性骨腫瘍に対する有効性や安全性は確立していないため、これらに対する適応はない。
（去勢抵抗性前立腺癌の定義：外科的去勢、薬物による去勢状態で、かつ血清テストステロンが50ng/dL未満であるにもかかわらず、病勢の増悪、PSAの上昇を見た場合、抗アンドロゲン剤投与の有無にかかわらず去勢抵抗性前立腺癌とする。）
なお、密封小線源治療に長年使われてきたラジウム線源は、225Raである。